# Mark Indelicato
Mark Indelicato (Filadelfia, 16 luglio 1994) è un attore statunitense, noto per aver interpretato il ruolo di Justin Suarez nella serie televisiva Ugly Betty.

## Biografia
Mark Indelicato è nato a Filadelfia, figlio di Lynn e Mark Indelicato, Sr. Ha origini per tre quarti italiane e un quarto portoricane.   Si è formato presso il The Actors Center di Filadelfia ed è studente della Dupree School of Music di Linwood. Ha iniziato a recitare a otto anni al Walnut Street Theater di Filadelfia ed è apparso in spot televisivi nazionali, nelle serie televisiva della CBS Hack e Chappelle's Show, ed era nel cast di Ugly Betty fino al finale di serie del 2010. Ha inoltre frequentato Professional Performing Arts School, prima di ritornare a Los Angeles. Sulla sua pagina Twitter, Indelicato ha dichiarato "Sono ufficialmente un pescetariano."
Indelicato ha avuto un ruolo nella serie televisiva Zack e Cody al Grand Hotel in un episodio speciale dedicato ad High School Musical.
È apparso in un episodio speciale di Dr. Phil sugli adolescenti vittima di bullismo dopo aver fatto coming out. Ha condiviso la sua esperienza di quando ricevette numerose minacce di morte e abusi verbali da parte di persone per il suo ruolo in Ugly Betty.

## Filmografia

### Cortometraggi
- Disposal  - cortometraggio (2003)

### Cinema
- White Bird (White Bird in a Blizzard), regia di Gregg Araki (2014)

### Televisione
- Hack - serie TV, ep. 1x14 (2003)
- Chappelle's Show - serie TV, ep. 2x10 (2004)
- Ugly Betty - serie TV, 85 episodi (2006-2010)
- Zack e Cody al Grand Hotel - serie TV, ep. 3x09 (2007)
- Hot in Cleveland - serie TV, ep. 1x08 (2010)
- Oishi High School Battle - serie TV, ep. 1x04 (2012)
- Madison High - film TV (2012)
- Dead of Summer - serie TV, 10 episodi (2016)
- Mélange - serie TV, ep, 1x01 (2018)
- Hacks – serie TV, 6 episodi (2021-in corso)
- With love - serie TV, 2 stagioni (2021-2023)

## Doppiatori italiani
Nelle versioni in italiano nelle opere in cui ha recitato, Mark Indelicato è stato doppiato da:
- Manuel Meli in Ugly Betty
- Stefano Broccoletti in White Bird